# Liatongus pugionatus
Liatongus pugionatus là một loài bọ cánh cứng trong họ Bọ hung (Scarabaeidae).